# برتا ۷۰
برتا ۷۰ (به ایتالیایی: Beretta 70) نام پیستول نیمه‌خودکاری است ساخت شرکت برتای ایتالیا. این جنگ‌افزار از روی نمونه قدیمی‌تر برتا ام۱۹۳۵ طرح‌ریخته شده‌است. واریته‌های این اسلحه به نام‌های فالکن (به انگلیسی: Falcon)، نیوپوما (به انگلیسی: New Puma)، کگر (به انگلیسی: Cougar)، جگوار و نیوسیبل (به انگلیسی: New Sable)خوانده می‌شوند. برتا ۷۰ به ویژه از برای ظاهر شدن بسیارش در فیلم‌های سینمایی آوازه یافته‌است. ریخت جمع‌وجور این پیستول در دیگر ساخته‌های برتا تا آخر سده بیستم الهام‌بخش بود.

## نگارخانه

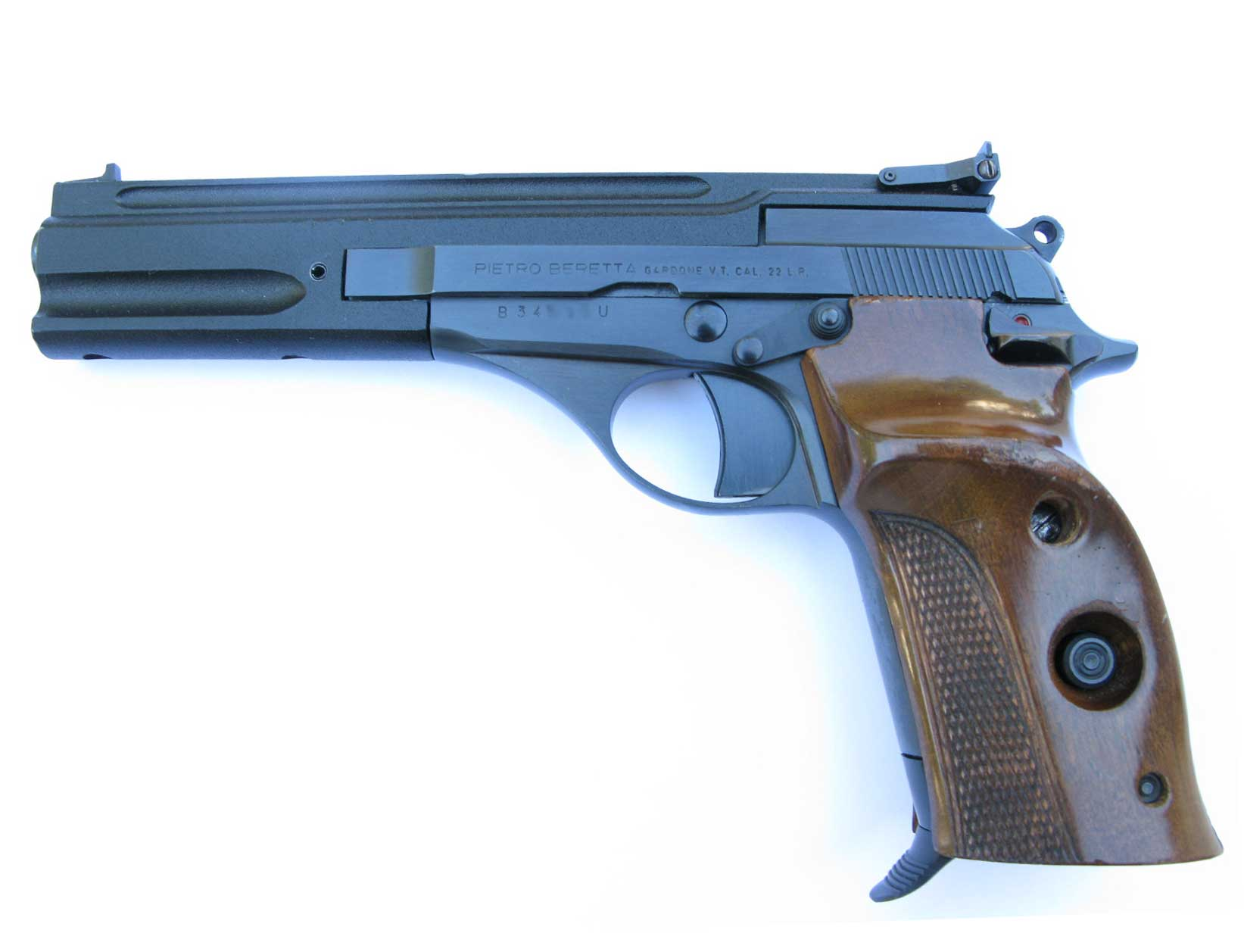
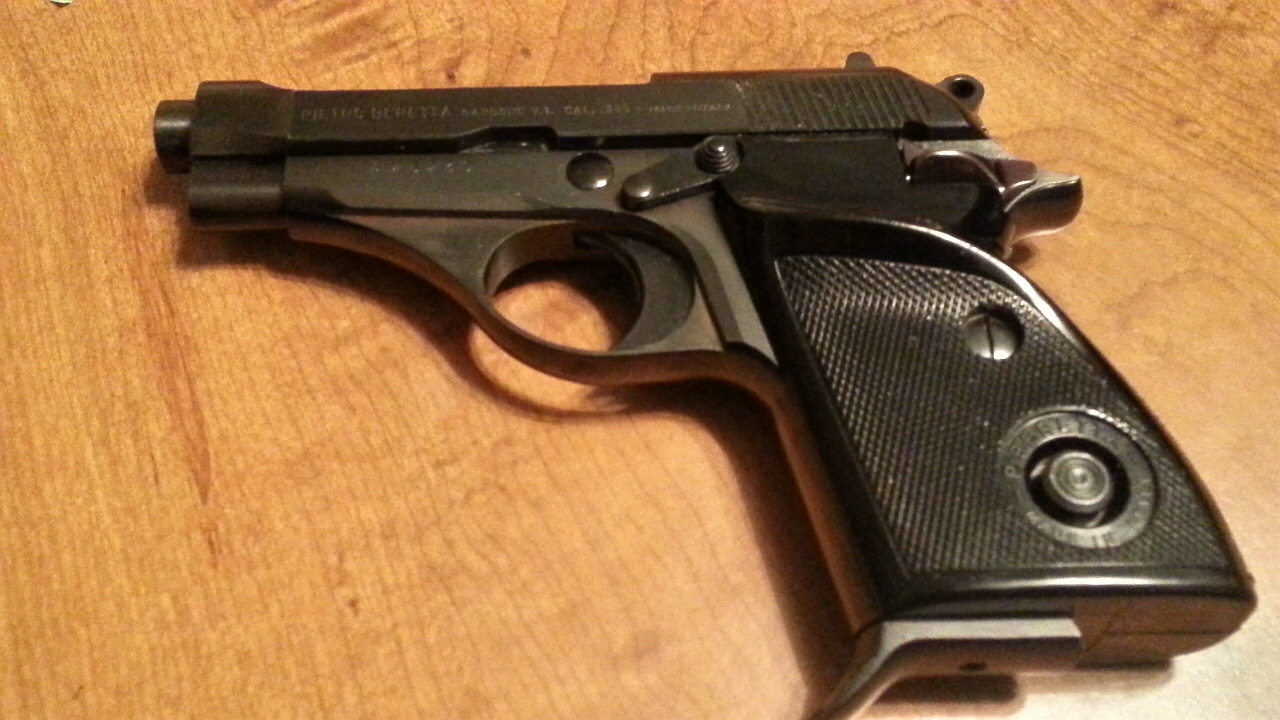

## به‌کاربرندگان
- اسرائیل موساد، سایرت متکل
- ایتالیا